# Hrabia Buckinghamshire
Baroneci Hobart of Intwood

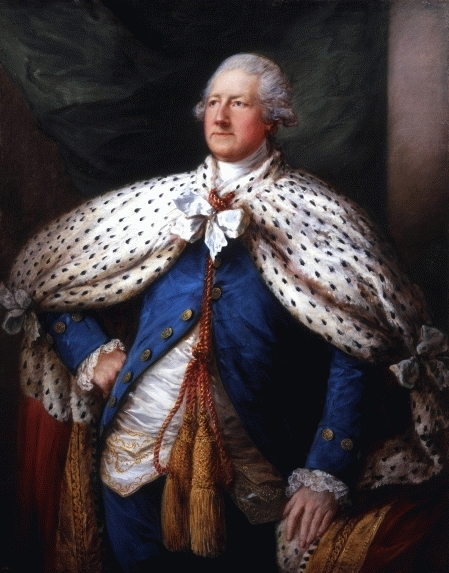
Drugi książę Buckinghamshire

- 1611–1625: Henry Hobart, 1. baronet
- 1625–1647: John Hobart, 2. baronet
- 1647–1683: John Hobart, 3. baronet
- 1683–1698: Henry Hobart, 4. baronet
- 1698–1756: John Hobart, 5. baronet, kreowany baronem Hobart w 1728 r. i hrabią Buckinghamshire w 1746 r.

Hrabiowie Buckinghamshire 1. kreacji (parostwo Wielkiej Brytanii)
- 1746–1756: John Hobart (1. hrabia Buckinghamshire)
- 1756–1793: John Hobart, 2. hrabia Buckinghamshire
- 1793–1804: George Hobart (3. hrabia Buckinghamshire)
- 1804–1816: Robert Hobart (4. hrabia Buckinghamshire)
- 1816–1849: George Robert Hobart-Hampden, 5. hrabia Buckinghamshire
- 1849–1885: Augustus Edward Hobart-Hampden, 6. hrabia Buckinghamshire
- 1885–1930: Sidney Carr Hobart-Hampden-Mercer-Henderson, 7. hrabia Buckinghamshire
- 1930–1963: John Hampden Mercer-Henderson, 8. hrabia Buckinghamshire
- 1963–1983: Vere Frederick Cecil Hobart-Hampden, 9. hrabia Buckinghamshire
- 1983 -: George Miles Hobart-Hampden, 10. hrabia Buckinghamshire

Dziedzic tytułu hrabiego Buckinghamshire: sir John Vere Hobart, 4. baronet, kuzyn 10. hrabiego